# Häbbersflyarna (Hotagens socken, Jämtland, 710195-143859)
Häbbersflyarna är en sjö i Krokoms kommun i Jämtland och ingår i Indalsälvens huvudavrinningsområde. Sjön har en area på 0,0841 kvadratkilometer och ligger 578,3 meter över havet. Häbbersflyarna ligger i Gråberget-Hotagsfjällen Natura 2000-område. Sjön avvattnas av vattendraget Foskvattsån.

## Delavrinningsområde
Häbbersflyarna ingår i det delavrinningsområde (710188-143878) som SMHI kallar för Inloppet i Häbbersflyarna. Medelhöjden är 604 meter över havet och ytan är 1,92 kvadratkilometer. Räknas de 6 avrinningsområdena uppströms in blir den ackumulerade arean 43,7 kvadratkilometer. Foskvattsån som avvattnar avrinningsområdet har biflödesordning 3, vilket innebär att vattnet flödar genom totalt 3 vattendrag innan det når havet efter 294 kilometer. Avrinningsområdet består mestadels av skog (71 procent) och sankmarker (25 procent). Avrinningsområdet har 0,08 kvadratkilometer vattenytor vilket ger det en sjöprocent på 4,3 procent.